# Coppiere
Nei banchetti dell'antichità e del medioevo, il coppiere aveva il compito di versare da bere ai commensali.

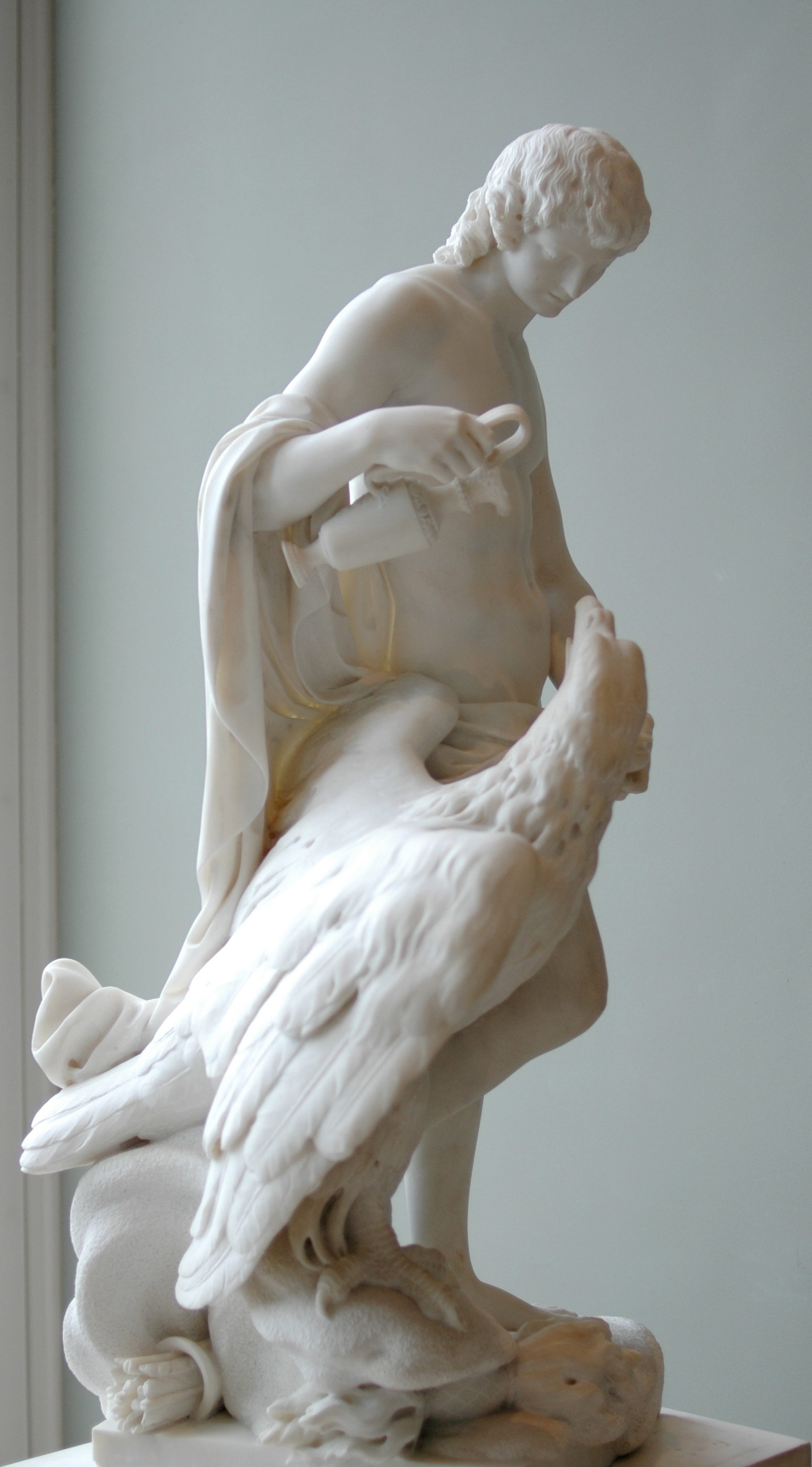
Ganimede versa del nettare a Zeus trasformato in aquila, opera di Pierre Julien (1776-1778; Parigi, Louvre).

I primi coppieri furono gli oinokóoi greci e poi i cyntus o pincerna romani. Erano generalmente ragazzi giovani, di condizione servile. Nella mitologia classica Zeus rapì il giovane principe troiano Ganimede per farne il coppiere degli dei.
Nelle corti reali e principesche medievali, specie in Francia e in Germania, il coppiere era invece un funzionario di alto rango che aveva il compito di servire le bevande alla tavola reale evitando che la coppa del re fosse avvelenata, e talora aveva l'obbligo di assaggiarne il contenuto prima di servirla. In considerazione del costante timore di complotti e intrighi, tale posizione era affidata a persone di assoluta fiducia. Dalle relazioni confidenziali con il re, al coppiere derivava spesso una grande influenza a corte.
In passato, nella Corte pontificia il titolo di Coppiere di Sua Santità spettava a quello dei nove camerieri segreti partecipanti che assisteva il papa nei pranzi solenni.